# Manoir de Vaujuas
 (novembre 2024).
Le manoir de Vaujuas à Marcillé-la-Ville est un manoir situé dans le département français de la Mayenne, à 800 mètres à l'ouest du bourg. Un affluent de l'Aron porte son nom : Vaujuas avec une longueur de 4 kilomètres. 

## Désignation
- J. de Vaujuas, 1287 (Chartrier du Rocher).
- Vaujuhes en Marcilly, 1312 (Bibliothèque nationale de France, fr. 8.736).
- Vaujuars, Vaujuas, Vaujoas, 1452 (Titres de Vaujuas).
- Les pleds de Vaujuas, 1539 (Titres de Vaujuas).
- Vaujois, château, moulin, pont sur l'Aron (Jaillot).
- Vaujoux, château, village, moulin (Cassini).
- Vaujours (Carte d'État-Major).

## Histoire
Le fief est mouvant de Mayenne.

## Description
Le logis est d'un seul corps et simple ; un portail, dont il ne reste plus que les deux piles, donne entrée dans la cour bordée au midi par l'Aron dont le cours a été détourné au XVIIe siècle, depuis le moulin de Vaujuas, pour alimenter les étangs de Beaucoudray et les forges d'Aron. Pour augmenter le volume des eaux et les assainir par un courant rapide, et aussi  pour établir des moulins et une grosse forge, D'Arglentier, seigneur d'Aron, entreprend au commencement du XVIe siècle de détourner la rivière de l'Aron.
Un volume d'eau considérable vint inonder la partie basse du pays et descendit jusqu'aux fossés du château. De fortes digues retenaient les eaux en deux endroits:
- à Beaucoudray ;
- au-dessous du château.

Des étangs sont créés dont le premier porte le nom de Beaucoudray ; quant au second, la chaussée du pont du chemin d'Aron à Bourgnouvel le divisa en deux parties qui sont appelées les étangs du Vieil-Aunay, du Château ou de la Forge. On estimait jadis la superficie de l'étang de Beaucoudray à cent journaux et celle des étangs du Vieil-Aunay et du Château, réunis, à quatre-vingts journaux.
Henri IV régularisa par lettres royales cette entreprise et contre laquelle protestaient quelques propriétaires riverains du canal de dérivation.
Alfred de Martonne signale au logis deux hautes cheminées et, sur les plaques de foyer, deux écussons, l'un entouré du collier de l'ordre de Saint-Michel, coupé, un aigle en chef, un lion en pointe ; l'autre ovale, chargé d'une rose épanouie et de 4 étoiles.

## Seigneurs
- Jean de Vaujuas qui, avec Huet, son fils, vend pour 83 ₶, à Guillaume de Chelé, toutes les redevances de leurs sujets « de la vile de Marcillé et de la paroisse. » Il est mentionné comme défunt aux francs-fiefs de Marcillé en 1312.
- Petrus de Vallejuas est exécuteur testamentaire de Raoul de Bazeille, 1325.

### Famille Hatry
- Jean Hatry, seigneur d'Aligné, 1498, écuyer, mari de Simonne de Meaulne, 1483, partage avec ses sœurs Bernardine et Marguerite la succession des précédents, leurs père et mère. Marguerite et Bernardine Hatry furent des premières fondatrices du Monastère de Patience de Laval. La famille s'éteint au commencement du XVIe siècle.
- Antoine de Vassé, chevalier de l'ordre de Saint-Michel en 1552, seigneur dudit lieu et d'Aligné[1].

### Famille de Vassé
- Jean Groignet de Vassé, 1570.

Armes des Vassé : d'or à 3 fasces d'azur

- René Garnier, sieur de Fontenay, seigneur de Saint-Victor, la Chesnellière, la Bouche, 1664.

### Famille Treton de Vaujuas-Langan

Armes de la famille Treton de Vaujuas-Langan

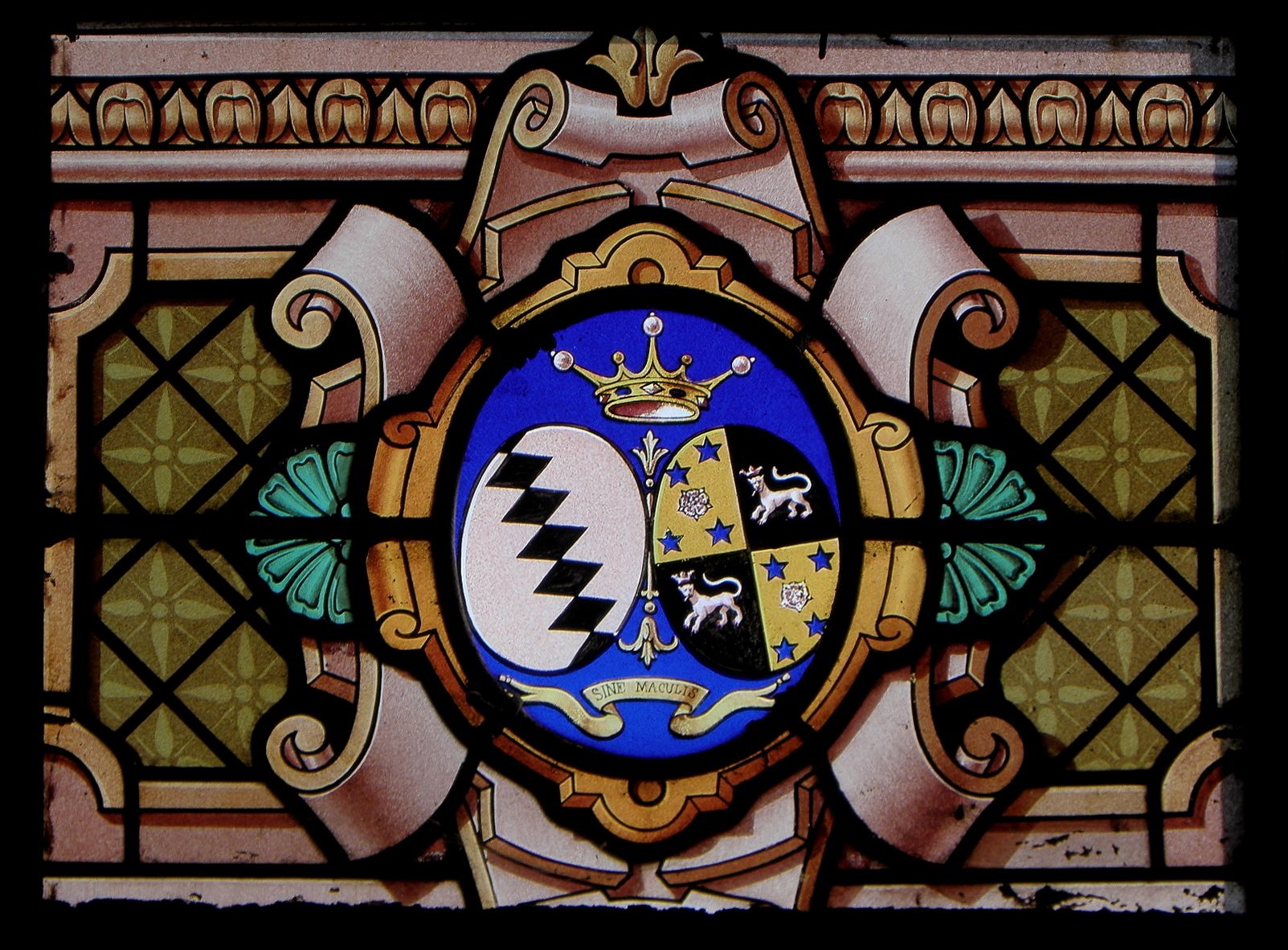
Armes d'alliance des familles Le Bouteiller et Tréton de Vaujuas de Langan à l'Église Saint-Martin de Fleurigné

- Jacques Treton de Fiégérard, époux de Marie-Anne Treton de Baladé devient seigneur de Vaujuas par acquisition en 1700. La famille Treton de Vaujuas-Langan sera seigneur de Vaujuas jusqu'à la Révolution française.